# Samia ricini
La mariposa de seda del ricino (Samia ricini) es una especie de lepidóptero ditrisio de la familia Saturniidae. Algunos la consideran una subespecie de Samia cynthia (Samia cynthia ricini). Es una mariposa nocturna miembro de un género con muchas especies venenosas para las aves; es de origen indio. Las orugas son blancas con protuberancias a modo de espinas. La mariposa puede vivir en las plantas venenosas de ricino (Ricinus communis).
En la India se obtiene seda de los capullos de esta especie y de Samia cynthia que se conoce como la "endy silk"; este tipo de sericicultura se practica en Assam y en los distritos de Jalpaiguri y Coochbehar de Bengala Occidental. Su extracción es con los mismos sistemas tradicionales que se utilizan para la seda normal aunque los hilos de esta seda son de un color amarillento, la producción anual es de unos 2.000 kg.[cita requerida]